# Oceania Sevens Femenino 2015
El Oceania Sevens Femenino de 2015 fue la sexta edición del torneo de rugby 7 femenino de Oceanía.
Se disputó del 11 al 12 de noviembre en el Trusts Stadium de la ciudad de Waitakere, Nueva Zelanda.

## Fase de grupos
| Equipo             | Encuentros | Encuentros | Encuentros | Encuentros | Tantos  | Tantos    | Tantos     | Puntos |
| Equipo             | jugados    | ganados    | empatados  | perdidos   | a favor | en contra | diferencia | Puntos |
| ------------------ | ---------- | ---------- | ---------- | ---------- | ------- | --------- | ---------- | ------ |
| Fiyi               | 4          | 4          | 0          | 0          | 194     | 0         | +194       | 12     |
| Islas Cook         | 4          | 3          | 0          | 1          | 75      | 67        | +8         | 10     |
| Samoa              | 4          | 2          | 0          | 2          | 73      | 67        | +6         | 8      |
| Papúa Nueva Guinea | 4          | 1          | 0          | 3          | 34      | 108       | –74        | 6      |
| Tonga              | 4          | 0          | 0          | 4          | 10      | 144       | –134       | 4      |

#### Copa de oro
|  | Semifinal          | Semifinal          | Semifinal |       |      | Final              | Final              | Final        |  |
|  |                    |                    |           |       |      |                    |                    |              |  |
|  |                    |                    |           |       |      |                    |                    |              |  |
|  | Papúa Nueva Guinea | Papúa Nueva Guinea | 0         |       |      |                    |                    |              |  |
|  | Papúa Nueva Guinea | Papúa Nueva Guinea | 0         |       |      |                    |                    |              |  |
|  | Fiyi               | Fiyi               | 38        |       |      |                    |                    |              |  |
|  | Fiyi               | Fiyi               | 38        |       | Fiyi | Fiyi               | 55                 |              |  |
|  |                    |                    |           |       | Fiyi | Fiyi               | 55                 |              |  |
|  |                    |                    | Samoa     | Samoa | 0    |                    |                    |              |  |
|  | Islas Cook         | Islas Cook         | Samoa     | Samoa | 0    | 15                 |                    |              |  |
|  | Islas Cook         | Islas Cook         |           |       |      | 15                 |                    |              |  |
|  | Samoa              | Samoa              | 17        |       |      | Tercer lugar       | Tercer lugar       | Tercer lugar |  |
|  | Samoa              | Samoa              | 17        |       |      | Tercer lugar       | Tercer lugar       | Tercer lugar |  |
|  |                    |                    |           |       |      |                    |                    |              |  |
|  |                    |                    |           |       |      | Papúa Nueva Guinea | Papúa Nueva Guinea | 0            |  |
|  |                    |                    |           |       |      | Papúa Nueva Guinea | Papúa Nueva Guinea | 0            |  |
|  |                    |                    |           |       |      | Islas Cook         | Islas Cook         | 32           |  |
|  |                    |                    |           |       |      | Islas Cook         | Islas Cook         | 32           |  |
|  |                    |                    |           |       |      |                    |                    |              |  |

| Bandera de Fiyi |
| Campeón Fiyi    |
| 2.do título     |